# 路易斯·索拉纳
路易斯·索拉纳·马达里亚加（西班牙語：Luis Solana Madariaga，1935年12月18日—）是西班牙马德里出身的企业家，政治人物。

## 生平
1935年12月18日出生于马德里，是哈维尔·索拉纳的哥哥。他本科毕业于马德里康普顿斯大学法学专业，后来曾在伦敦和巴黎学习经济学。他在学生时代积极投身政治活动，1959年遭到佛朗哥政府的监禁。
他后来加入了西班牙工人社会党，在1977年西班牙大选中当选眾議院议员，代表塞戈维亚选区。此后，他连续当选，直到1983年离任。1985年，他成为三邊委員會西班牙分部成员。
在被任命为西班牙广播电视台（RTVE）台长后，他于1982年至1989年出任西班牙電信总裁。